# Miguel Ayones
Miguel Ayones (1944) es un actor, coreógrafo y actor de doblaje español con una larga trayectoria en el teatro, el cine, la televisión y el doblaje.

## Trayectoria
Formado con William Layton y Arnold Taraborrelli, en el laboratorio del T.E.I., estudió danza con Taraborrelli y debutó en el Théâtre des Nations de París como actor aficionado, en espectáculos como El hospital de los locos y La danza de la muerte. Se inicia como actor profesional en 1966 en el Teatro Beatriz de Madrid con Proceso por la sombra de un burro, y continuó con montajes como La ratonera (1972), Galileo Galilei (1976), Del Madrid castizo (1978) o La venganza de la Petra (1979). Estos trabajos los alternó con representaciones de zarzuela y colaboraciones en la televisión. En el campo de la coreografía se estrenó con un montaje de El oso y el madroño, en 1974.
En el último cuarto del siglo XX participó en varios títulos famosos del cine de la Transición y el destape, e inició una próspera actividad en el mundo del doblaje que le llevaría a dar voz a actores como Michael Emerson en personajes tan populares como el señor Finch de la serie Person of Interest o el Benjamin Linus de Lost. En el paralelo campo de la locución ha participado en trabajos documentales como la película de Eduardo Manzanos Franco: un proceso histórico (1981).

## Algunos trabajos

### Teatro
- La ratonera (1972), de Agatha Christie.
- Galileo Galilei (1976), de Bertolt Brecht.
- Los gigantes de la montaña (1977), de Luigi Pirandello.

### Cine
- El último guateque (1978), de Juan José Porto.
- El curso en que amamos a Kim Novak (1980), de Juan José Porto.
- Crónicas del bromuro ("Mens sana, corpore sano") (1980), de Juan José Porto.
- ¡Biba la banda! (1987), de Ricardo Palacios.
- La gran vida (2000), de Antonio Cuadri.[7]

### Doblaje
Ha puesto voz a la versión española de actores como Mark Linn-Baker, Bryan Cranston, Robert Knepper, Michael Emerson, Peter Capaldi además de muy diversos videojuegos, series animadas como House of Mouse (2001) o Las aventuras de Jackie Chan (2000), o la serie británica El show de Basil Brush (2002), Sonic X (2003-2006) y en publicidad.

### Locución
- En la película documental Franco: un proceso histórico (1981), de Eduardo Manzanos.

### Televisión
- La dama del alba de Alejandro Casona (1962), en versión de Gustavo Pérez Puig (1965).[8]
- La barraca (1979)  TVE), de Vicente Blasco Ibáñez, en versión de León Klimovsky.
- Cervantes (1981 TVE), de Alfonso Ungría.[9]
- Veraneantes (1985, TVE)
- La Celestina: tragicomedia de Calixto y Melibea (1983 TVE), versión de Juan Guerrero Zamora.